# Polyphonic Music of the Fourteenth Century
Polyphonic Music of the Fourteenth Century (Abk. PMFC) ist ein Sammelwerk zur polyphonen Musik des 14. Jahrhunderts. Es wurde ursprünglich von Leo Schrade (1903–1964), ab Band 5 von Frank Ll. Harrison (1905–1987) herausgegeben, General editor ab Band 10 war Kurt von Fischer (1913–2003). Die Sammlung erschien von 1956 bis 1991 bei Éditions de l'Oiseau-Lyre in Monaco. Erschienen sind 24 Bände.

## Inhalt der Bände
- 1 – Leo Schrade (Hrsg.): Roman de Fauvel; works of Philippe de Vitry; French cycles of the Ordinarium Missae. 1956.
- 2 – Leo Schrade (Hrsg.): Complete Works of Guillaume de Machaut: Teil 1: Lais, Complainte, Chanson royale, Motets No. 1 to 16. 1956.
- 3 – Leo Schrade (Hrsg.): Complete Works of Guillaume de Machaut: Teil 2: Motets No. 17 to 24, Mass, Double Hoquet, Ballades, Rondeaux, Virelais. 1957.
- 4 – Leo Schrade (Hrsg.): Complete Works of Francesco Landini. 1958.
- 5 – Frank Ll. Harrison, Elizabeth Rutson, Arthur G. Rigg (Hrsg.): Motets of French Provenance. 1968.
- 6 – W. Thomas Marrocco (Hrsg.): Italian Secular Music, Teil 1: Magister Piero, Giovanni da Firenze, Jacopo da Bologna. 1974.
- 7 – W. Thomas Marrocco (Hrsg.): Italian Secular Music, Teil 2: Vincenzo da Rimini, Rosso de Chollegrana, Donato da Firenze, Gherardello da Firenze, Lorenzo da Firenze. 1971.
- 8 – W. Thomas Marrocco (Hrsg.): Italian Secular Music, Teil 3: Anonymous Madrigals and Cacce, and the Works of Niccolò da Perugia. 1972.
- 9 – W. Thomas Marrocco (Hrsg.): Italian Secular Music, Teil 4: Bartolino da Padova, Egidius de Francia, Guilielmus de Francia, Don Paolo da Firenze. 1975.
- 10 – W. Thomas Marrocco (Hrsg.): Italian Secular Music Teil 5: Andrea da Firenze, Andrea Stefani, Antonellus da Caserta, Anthonius Clericus Apostolicus, Arrigo (Henricus), Jacobelus Bianchi. 1977.
- 11 – W. Thomas Marrocco (Hrsg.): Italian Secular Music Teil 6. 1978.
- 12 – Kurt von Fischer, Peter M. Lefferts (Hrsg.): Italian Sacred Music, Teil 1. 1976.
- 13 – Kurt von Fischer, Peter M. Lefferts (Hrsg.): Italian Sacred Music and Ceremonial Music, Teil 2. 1987.
- 14 – Ernest H. Saunders (Hrsg.): English Music of the 13th and Early 14th Centuries. 1979.
- 15 – Frank Ll. Harrison (Hrsg.): Motets of English Provenance. 1980.
- 16 – Ernest H. Saunders, Frank Ll. Harrison, Peter M. Lefferts (Hrsg.): English Music for Mass and Offices, Teil 1. 1983.
- 17 – Ernest H. Saunders, Frank Ll. Harrison, Peter M. Lefferts (Hrsg.): English Music for Mass and Offices and Music for other Ceremonies, Teil 2. 1986.
- 18 – Gordon Greene (Hrsg.): French Secular Music, Teil 1. 1980.
- 19 – Gordon Greene (Hrsg.): French Secular Music, Teil 2. 1981.
- 20 – Gordon Greene, Terence Scully (Hrsg.): French Secular Music, Teil 3: Ballades and canons. 1982.
- 21 – Gordon Greene (Hrsg.): French Secular Music, Teil 4: Virelays. 1987.
- 22 – Gordon Greene, Terence Scully (Hrsg.): French Secular Music, Teil 5: Rondeaux and Miscellaneous Pieces. 1989.
- 23A – Giulio Cattin, Francesco Facchin (Hrsg.): French Sacred Music, Teil 1. 1989.
- 23B – Giulio Cattin, Francesco Facchin (Hrsg.): French Sacred Music, Teil 2. 1991.
- 24 – Margaret Bent, Anne Hallmark (Hrsg.): Complete Works of Johannes Ciconia. 1985.